# Via del Corso (Florence)
Pour les articles homonymes, voir Via del Corso.

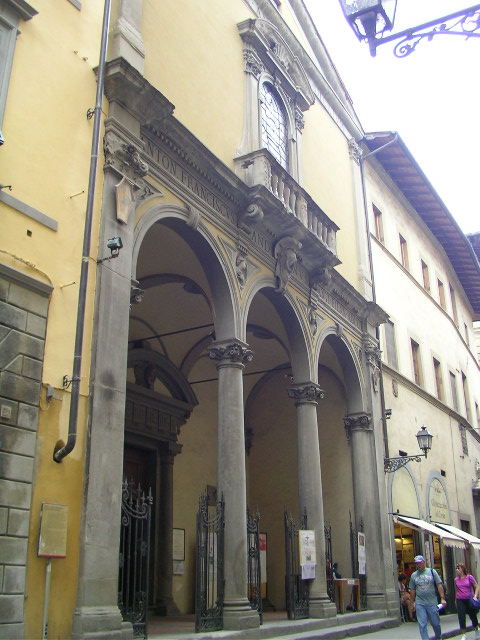
La via del Corso à la hauteur de l'église Santa Maria de' Ricci.

La via del Corso ou, pour les Florentins plus simplement Il Corso, est une rue du centre historique de Florence, qui part de la via dei Calzaiuoli (l'artère du XIXe siècle qui relie le parvis de Santa Maria del Fiore à la Piazza della Signoria) pour aller jusqu'à la via del Proconsolo (qui relie, elle, le chevet de la cathédrale au Complesso di San Firenze).

## Description
Voie étroite car médiévale, elle est caractérisée, entre autres, par :
- l'église Santa Maria de' Ricci
- le Canto di Croce Rossa
- les maisons-tours :  la Torre dei Ricci,  la Torre dei Ghiberti, la Torre dei Donati, ...
- la piazza dei Cimatori
- le Palazzo Portinari-Salviati, siège social de la Banca Toscana jusqu'en 2016, désormais propriété du groupe hôtelier taiwanais LDC.

Des ruelles (vicoli) encore plus étroites que cette rue médiévale la traversent ou la rejoignent :
- le vicolo dello Scandalo depuis la via degli Alighieri
- la via del Presto emmenant vers le lieu présumé de la vie de Dante Alighieri à Florence

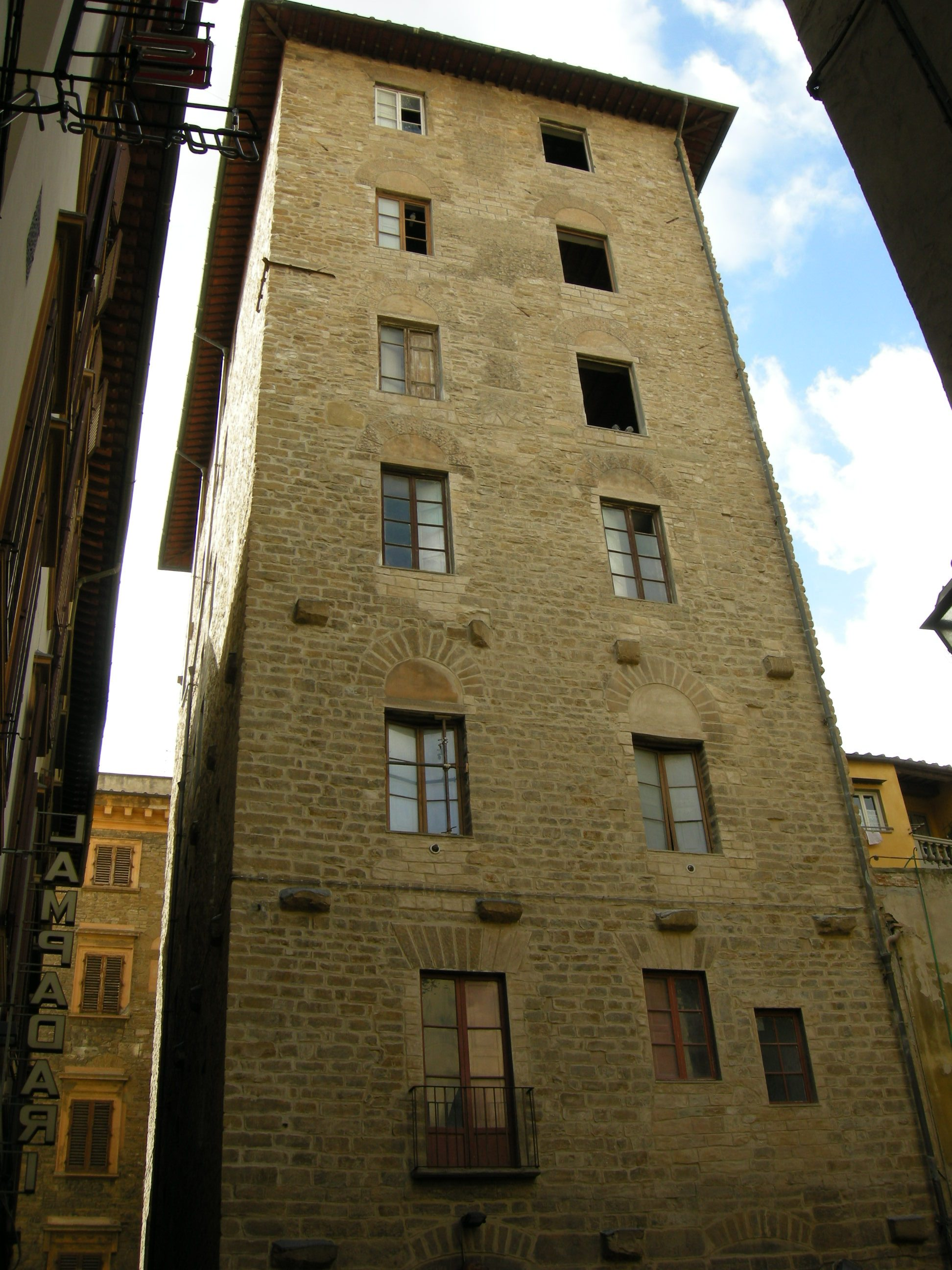
La Torre dei Ricci-Donati.
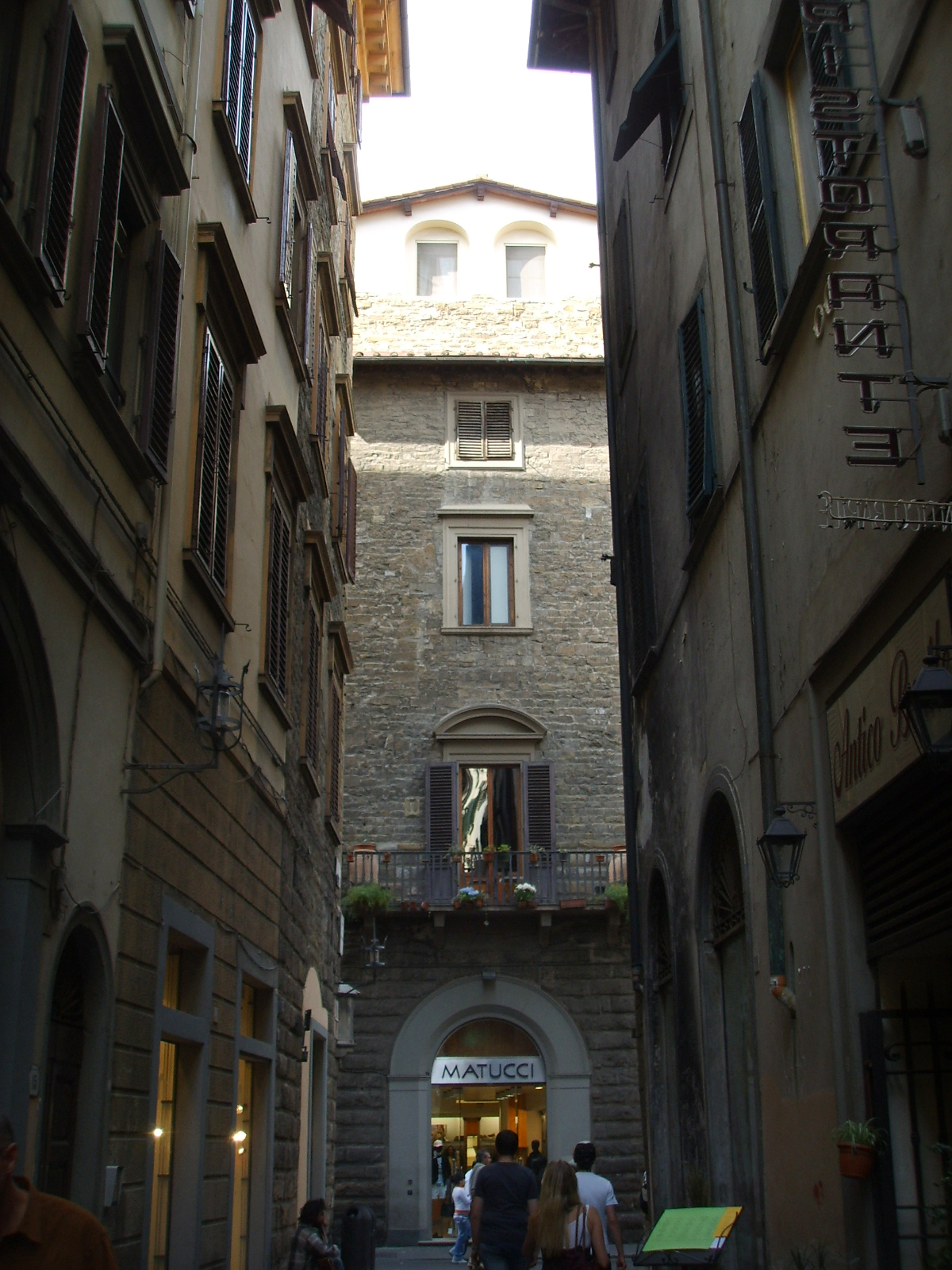
La Torre dei Ghiberti.
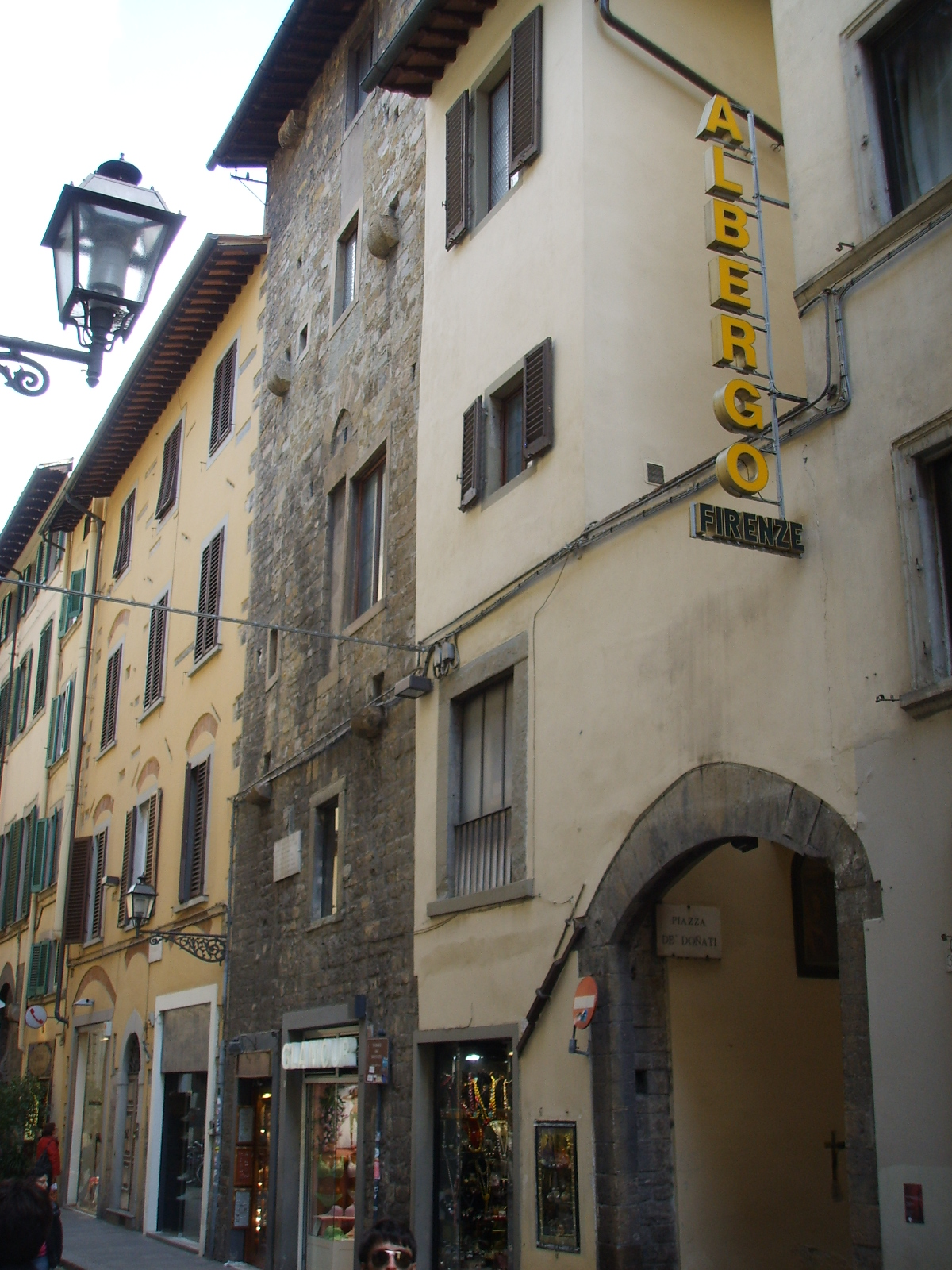
La Torre dei Donati
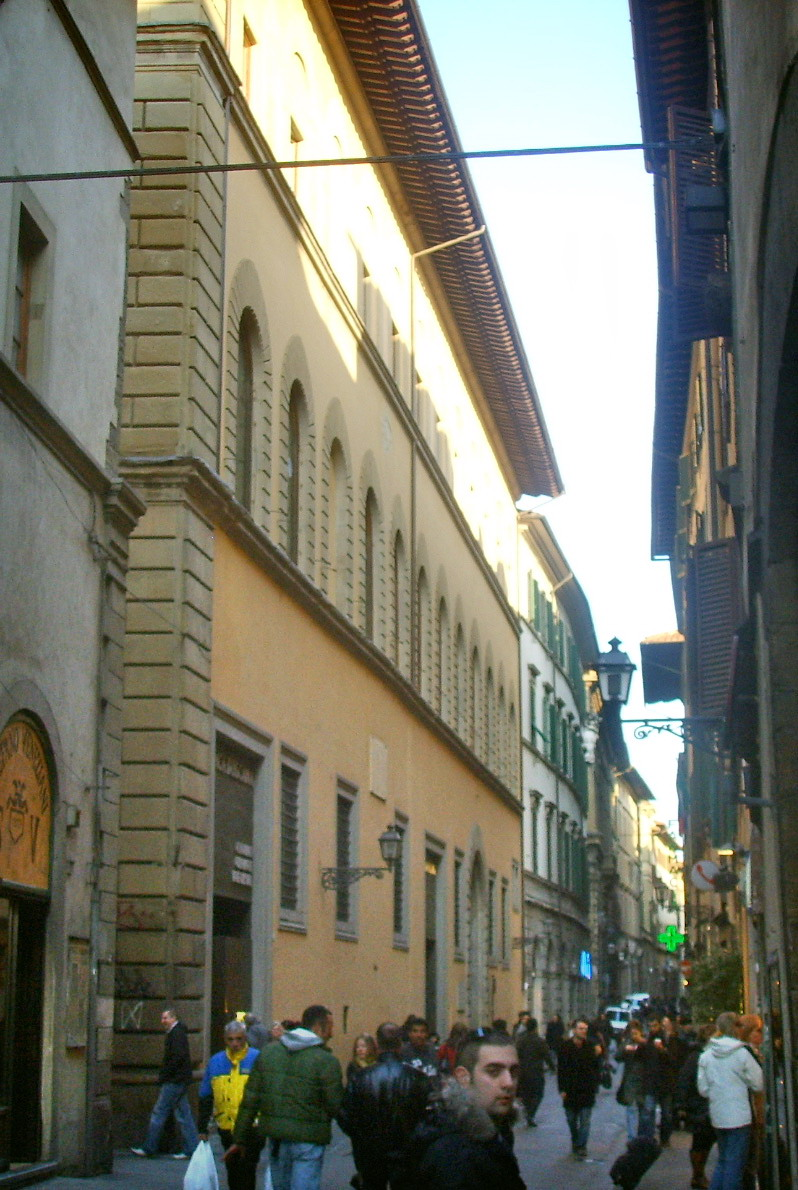
Le Palazzo Portinari-Salviati.